# Marius de Zayas
Marius de Zayas Enriquez y Calmet (født 13. marts 1880 i Veracruz, Mexico, død 10. januar 1961 i Stamford, Connecticut) var en mexicansk karikaturtegner, maler, forfatter og galleriejer. Han hørte i 1910'erne og 1920'erne til en kreds af indflydelsesrige kunstnere i New York.